# Conyza feae
Espèce
Statut de conservation UICN

 EN B1ab(ii,iv)+2ab(ii,iv) : En danger
Conyza feae  est une espèce de plantes à fleurs de la famille des Asteraceae. C'est une espèce endémique du Cap-Vert, que l'on trouve dans les zones montagneuses des îles de Santo Antão, São Vicente, Santiago, São Nicolau, Fogo et Brava. 
Localement elle est connue sous le nom de « losna-brabo ».
C'est une plante médicinale.

## Synonymes
- Nidorella feae Bég.
- Nidorella nobrei A.Chev.
- Nidorella vogelii Lowe ms.